# علي عقلة عرسان
علي عُقلَة عَرسان (1 يناير 1941) كاتب مسرحي وشاعر وسياسي سوري. ولد في قرية‌ صيدا من محافظة درعا ودرس فيها. ثم تابع في المعهد العالي للفنون المسرحيّة في القاهرة حيث تخرّج بشهادته عام 1963. أُوفد إلى فرنسا للدارسة في مجال المسرح فحصل على شهادة دبلوم المسرح في 1966. عمل مخرجًا في المسرح القومي التابع لوزارة الثقافة السورية في عام 1963،‌ ثم مديرًا للمسرح عام 1966، فمديرًا للمسارح والموسيقا عام 1969 فمعاونًا لوزير الثفافة في 1976. هو عضو مؤسّس لاتحاد الكتاب العرب، ثم عين رئيسًا للاتحاد في 1977، وأمين عام للاتحاد العالم للأدباء والكتّاب العرب، ونائب الأمين العام لاتّحاد كتّاب آسيا وإفريقيا. حصل على شهادة دكتوراه في الآداب عام 1993. له عدة دواوين شعرية ومؤلفات مسرحية.

## سيرته
ولد علي عُقلَة عَرسان في قرية في قرية‌ صيدا بدرعا في 1 يناير 1940/ 3 ذو الحجة 1359 ونشأ بها. تلقى تعليمه الابتدائي في مدرسة القرية. ثم تابع تعليمه الإعدادي والثانوي في مدينة درعا حتى حصوله على شهادة الدراسة الثانوية بفرع العلمي في 1959. ثم دخل جامعة دمشق بكلية العلوم ولكنه لم يتابع دراسته فيها. وفي عام 1959 أوفد إلى القاهرة لدراسة الإخراج المسرحي فالتحق بالمعهد العالي للفنون المسرحيّة في القاهرة وتخرج منها عام 1963 حيث حصل على الدبلوم بدرجة جيد جداً. ثم أُوفد إلى فرنسا للدارسة في مجال المسرح فحصل على شهادة دبلوم المسرح في 1966. ثم حاز على درجة الدكتوراه في الآداب والعلوم الإنسانية في 1993.

عمل مخرجاً في المسرح القومي، ونقيباً للفنانين، ومديراً للمسارح والموسيقى، ومعاوناً لوزير الثقافة، وعضواً في قيادتي اتحاد الكتاب شبيبة الثورة والمنظمة الوطنية للطفولة السورية (طلائع البعث) ورئيساً لاتحاد الكتاب العرب (1977 - 2005)، وأميناً عاماً للاتحاد العام للأدباء والكتاب العرب، ونائباً للأمين العام لاتحاد كتاب آسيا وإفريقيا، ورئيساً مشاركاً في المجلس القومي للثقافة العربية بالرباط، وأميناً عاماً مساعداً لاتحاد الناشرين العرب. وهو عضو الأمانة العامة لملتقى الحوار العربي الثوري الديموقراطي ورئيس الجنة الفكرية في الملتقى وعضو مجلس أمناء مؤسسة جائزة عبد العزيز سعود البابطين للإبداع الشعري.

## مهنته التمثيلية والمسرحية
أخرج عشرين عملاً مسرحياً للمسرح القومي في وزارة الثقافة السورية، وكتب قصة ورواية وحواراً لثلاثة أعمال سينمائية هي: المصيدة وشناو وطارق بن زياد. كتب مسلسلتين للتلفزيون هما عمر بن أبي ربيعة في 13 حلقة والبيادر في 7 حلقات.

## انتقادات الموجهة له
تعرض للانتقاد خصوصا بعد طرده للشاعر السوري المعروف أدونيس من عضوية الاتحاد في التسعينيات. انتقده ناظم مهنا حول رئاسته لأكثر من ربع قرن على اتحاد الكتاب العرب عبر مقالة نشرت في جريدة الشرق الأوسط في‌ 15 سبتمبر 2005 ووصف اتحاد تحت رئاسته " معزول وشبه معطل، أداره علي عقلة عرسان بمركزية شديدة، وطبعه بطابعه حتى صار يسمى باسمه: اتحاد علي عقلة عرسان،ويشير إليه أحيانًا من قبل منتقديه بـ"ع ع ع".

## آرائه السياسية
هو من أعضاء اللجنة المركزية للحزب البعث في سوريا، ومعاد للصهيونية ويعتبر إسرائيل «كيان عنصري كريه، وإرهاب منظم، منذ نشأ وإلى أن تأتي ساعة صحو عربي وإنساني». هو ضد العلمانية ويعتبرها لادينية.

## جوائزه وتكريمه
- 1991: جائزة ابن سينا الدولية.
- 1991: منح درع دولة الكويت في احتفال تكريمي عقد في مبنى اتحاد الكتاب العرب بدمشق.
- 1995: نال درع وشهادة تقدير من إذاعة القدس العربية الفلسطينية.
- 1997: منح درع الاتحاد العام للأدباء والكتاب العرب، الأمانة العامة.
- 2001: مُنِح درع ملتقى المرأة في سوسة بالجمهورية التونسية، سلمته الدرع وزير الشؤون الاجتماعية.
- 2003: نال جائزة عويدات في بيروت للإبداع الأدبي.
- 2004: كرِّم في دمشق من الجمهورية الإسلامية في إيران مع السفير أحمد الحسن والدكتور عبد الكريم الأشتر.
- 2004: كرّم من اتحاد الكتاب التونسيين في تونس ومنح السعفة. [6]

## مؤلفاته
من دواوينه الشعرية:
- شاطئ الغربة، 1986
- تراتيل الغربة، 1993
- الفلسطينيّات، مسرحيّة شعرية، 1968
- أور سالم: القدس، 2000

من مسرحياته:
- زوار الليل
- الشيخ والطريق، 1971
- الغرباء، 1982
- السجين رقم 95، 1974
- عراضة الخصوم، 1982
- أمومة،‌1989
- سلسلة ذاكرة المسرح السوري: رضا قيصر،‌ 2008
- الأقنعة، 1982
- تحوّلات عاز الناي

وله في النقد الأدبي وغيره:
- السياسة والمسرح، 1987
- الظواهر المسرحيّة عند العرب، 1981
- المسرح العربي منذ مارون النقّاش
- دراسات في الثقافة العربية، 1988
- صخرة الجولان، 1982
- مشكلات في الثقافة العربية، 1989
- آراء ومواقف ومقالات، مجلدين، 1990
- أيام في شرق آسيا، أدب الرحلات، 1990
- العار والكارثة، مقالات، 1990
- وقفات مع المسرح العربي
- المثقف العربي والمتغيرات، 1994
- صمود وانهيار ، 1998-1999
- الثقافة والمواجه، 2016

## روابط خارجية
- علي عقلة عرسان على موقع أرشيف الشارخ.
- علي عقلة عرسان على موقع قاعدة بيانات الأفلام العربية